# Marie-France Pisier
Marie-France Pisier (10 tháng 5 năm 1944 – 24 tháng 4 năm 2011) là nữ diễn viên, nhà viết kịch bản và đạo diễn người Pháp.

## Cuộc đời và Sự nghiệp
Pisier sinh tại Đà Lạt, Việt Nam, con của Georges Pisier (1910-1986),một thống đốc thuộc địa và Paula Caucanas (- 1984). Bà có một anh trai -Gilles Pisier (sinh năm 1950) - là nhà toán học và viện sĩ Viện hàn lâm khoa học Pháp (từ năm 2002), một chị gái - Evelyne (sinh năm 1941 ở Hà Nội), giáo sư khoa học chính trị và là người vợ đầu tiên của Bernard Kouchner.
Pisier di chuyển về Paris cùng với gia đình khi lên 12 tuổi và 5 năm sau bắt đầu diễn xuất trong phim Antoine and Colette (1962) của François Truffaut, sau đó là phim Baiser volés (1968) và L'Amour en fuite (1980) cũng của Truffaut. Bà nổi tiếng trong loạt 5 phim có nhân vật Antoine Doinel do François Truffaut viết kịch bản và đạo diễn.
Pisier bắt đầu viết kịch bản Céline et Julie vont en bâteau (1973), và cũng cùng đóng vai chính trong phim này.
Bà được công nhận tài năng từ năm 1975 khi đóng phim hài Cousin, Cousine — vai này đã đem lại cho bà Giải César cho nữ diễn viên phụ xuất sắc nhất. 
Sau đó bà đóng tiếp 3 phim của đạo diễn André Téchiné là Souvenirs en France (1975), Barocco (1976) và The Bronte Sisters (1978).
Pisier tìm cách gia nhập điện ảnh Hoa Kỳ với các phim The Other Side of Midnight (1977), chuyển thể từ tiểu thuyết của Sidney Sheldon, French Postcards (1979) và các phim truyền hình (các miniseries The French Atlantic Affair (1979) và Scruples (1980) của hãng ABC), nhưng đã không thành công.
Trở về Pháp,bà tiếp tục làm việc trong ngành điện ảnh. Năm 1990, Pisier làm đạo diễn đầu tay phim Le Bal du gouverneur, do bà soạn kịch bản chuyển thể từ chính tiểu thuyết của mình.
Bà cũng đóng vai Madame Verdurin trong phim Le Temps retrouvé (1999) do Raúl Ruiz chuyển thể từ tiểu thuyết của Marcel Proust.

## Hoạt động xã hội
Năm 1968, khi còn là sinh viên trẻ ở Nanterre, Pisier đã tham gia phong trào 22 tháng Ba, và đã ký tên vào một bản tuyên ngôn do Simone de Beauvoir soạn thảo, bệnh vực quyền phá thai của phụ nữ. Bản tuyên ngôn này được đăng trên báo Le Nouvel Observateur ngày 5.4. 1971, và thường được gọi là Bản tuyên ngôn 343.

## Đời tư
Bà đã kết hôn với luật sư Georges Kiejman, sau đó với Thierry Funck-Brentano, con đỡ đầu của Jean-Luc Lagardère, và có hai con với ông này: Mathieu và Iris.
Bà qua đời ngày 24.4.2011 tại Saint-Cyr-sur-Mer, Var. Bà được tìm thấy chết trong hồ bơi của mình và được cho là bị chết đuối.

## Danh mục phim
- 1961: Qui ose nous accuser ? của Serge Komor
- 1962: Antoine et Colette của François Truffaut: Colette
- 1962: Le Diable et les Dix Commandements của Julien Duvivier: không ghi tên
- 1963: Les Saintes nitouches của Pierre Montazel: Angelica
- 1963: La Mort d'un tueur của Robert Hossein: Maria / Claudia
- 1964: Les Amoureux du France của Pierre Grimblat & François Reichenbach: Sylvia
- 1964: Les Yeux cernés của Robert Hossein: Clara
- 1964: Le Vampire de Düsseldorf của Robert Hossein: Anna
- 1967: Trans-Europ-Express của Alain Robbe-Grillet: Éva
- 1967: Non sta bene rubare il tesoro của Mario di Nardo: Flo
- 1968: L'Écume des jours của Charles Belmont: Alise
- 1968: Baisers volés của François Truffaut: Colette
- 1969: Paulina s'en va của André Téchiné: Isabelle
- 1970: Nous n'irons plus au bois của Georges Dumoulin: Lise
- 1972: Le Journal d'un suicidé của Stanislav Stanojevic: cô gái vô chính phủ
- 1973: Féminin-féminin của Henri Calef & Joao Correa: Françoise
- 1973: Juliette ? của Philippe Pilard (phim ngắn)
- 1974: Le Fantôme de la liberté của Luis Buñuel: Madame Calmette
- 1974: Céline et Julie vont en bateau của Jacques Rivette: Sophie
- 1975: Cousin, cousine của Jean-Charles Tacchella: Karine
- 1975: Souvenirs d'en France của André Téchiné: Régina
- 1976: Barocco của André Téchiné: Nelly
- 1976: Sérail của Eduardo de Gregorio: Agathe
- 1976: Le Corps de mon ennemi của Henri Verneuil: Gilberte Beaumont-Liégard
- 1977: Les Apprentis sorciers của Edgardo Cozarinsky: Madame Umlaut
- 1977: De l'autre côté de minuit (The Other Side of Midnight) của Charles Jarrott: Noelle Page
- 1979: L'Amour en fuite của François Truffaut: Colette
- 1979: Les Sœurs Brontë của André Téchiné: Charlotte Brontë
- 1979: French Postcards của Willard Huyck: Madame Catherine Tessier
- 1980: La Banquière của Francis Girod: Colette Lecoudray
- 1981: Chanel solitaire (Coco Chanel) của George Kaczender: Coco Chanel
- 1981: Coup de maître (Hot touch) của Roger Vadim: Docteur Simpson
- 1982: Miss Right (La donna giusta) của Paul Williams: BeBe
- 1982: Le Prix du danger d'Yves Boisset: Laurence Ballard
- 1982: La Montagne magique (Der Zauberberg) của Hans W. Geissendörfer: Clawdia Chauchat
- 1982: L'As des as của Gérard Oury: Gaby Delcourt
- 1982: 44 ou les récits de la nuit của Moumen Smihi
- 1983: Boulevard des assassins của Boramy Tioulong: Hélène Mariani
- 1985: Parking của Jacques Demy: Perséphone
- 1985: Les Nanas của Annick Lanoë: Christine
- 1988: L'Œuvre au noir của André Delvaux: Martha
- 1991: La Note bleue của Andrzej Zulawski: George Sand
- 1993: François Truffaut: Portraits volés của Serge Toubiana & Michel Pascal: Témoignage
- 1993: Pourquoi maman est dans mon lit ? của Patrick Malakian: Véronique
- 1994: Tous les jours dimanche của Jean-Charles Tacchella: Marion
- 1995: Les Cent et Une Nuits de Simon Cinéma của Agnès Varda (vai biên tập)
- 1996: Le Fils de Gascogne, của Pascal Aubier: bản thân
- 1996: Marion của Manuel Poirier: Audrey
- 1998: La Patinoire của Jean-Philippe Toussaint: nhà sản xuất
- 1999: Le Temps retrouvé của Raoul Ruiz: Madame Verdurin
- 1999: Pourquoi pas moi ? của Stéphane Giusti: Irène
- 2001: Incha’ Allah Dimanche của Yamina Benguigui: Mademoiselle Manant
- 2002: Comme un avion của Marie-France Pisier: Claire Forestier (+viết kịch bản)
- 2004: Ordo của Laurence Ferreira Barbosa: mẹ của Louise
- 2006: Paid của Laurence Lamers
- 2006: Un ami parfait của Francis Girod: vợ góa của Barth
- 2006: Dans Paris của Christophe Honoré: người mẹ
- 2006: Pardonnez-moi của Maïwenn: Lola, người mẹ
- 2009: La Traversée du désir của Arielle Dombasle: Témoignage
- 2010: Il reste du jambon ? của Anne de Petrini: người mẹ

#### Giải thưởng
- Césars 1976: Giải César cho nữ diễn viên phụ xuất sắc nhất phim Cousin, cousine
- Césars 1977: Giải César cho nữ diễn viên phụ xuất sắc nhất phim Barocco

### Truyền hình
- 1972: Les Gens de Mogador, phim từng kỳ của Robert Mazoyer: Ludivine
- 1972: Pot-Bouille của Yves-André Hubert: Berthe Josserand
- 1976: Émilie ou La Petite Sirène 76, của Michel Berger và Franck Lipsik: bản thân
- 1980: Scrupules (Scruples), của Alan J. Levi: Valentine O'Neill
- 1983: Le Crime de Pierre Lacaze của Jean Delannoy: thẩm phán Colette Ribert
- 1986: Le Tiroir secret, của Michel Boisrond, Roger Gillioz, Édouard Molinaro & Nadine Trintignant: Nathalie
- 1997: Une femme sur mesure của Detlef Rönfeldt: Tony Faber
- 2007: Maison Dombais père et fils của Laurent Jaoui: Cléopâtre
- 2007: Miroir, mon beau miroir của Serge Meynard: Marie-Line
- 2008: Clara Sheller (mùa 2): Iris
- 2009: A.D.A. L'Argent des autres của Daniel Benoin (truyền hình trực tiếp từ sân khấu)
- 2009: Le Chasseur của Gérard Carré, Vassili Clert & Nicolas Cuche

### Kịch
- 1993: Ce qui arrive et ce qu'on attend của Jean-Marie Besset, đạo diễn Patrice Kerbrat, Théâtre de la Gaîté-Montparnasse
- 1995: Le Pain dur & Le Père humilié của Paul Claudel, đạo diễn Marcel Maréchal, Théâtre du Rond-Point
- 2002: Liaison transatlantique của Fabrice Rozié, đạo diễn Sandrine Dumas, Théâtre Marigny
- 2005: Chère Maître của Peter Eyre theo thư trao đổi của Gustave Flaubert và George Sand, đạo diễn Sandrine Dumas, Théâtre de la Gaîté-Montparnasse
- 2005: Liaisons Transatlantiques của Fabrice Rozié, đạo diễn Sandrine Dumas, Florence Gould Hall New York
- 2006: N'écoutez pas Mesdames của Sacha Guitry, đạo diễn Patrice Kerbrat, Théâtre Comédia
- 2007: Le Nouveau Testament (Tân Ước) của Sacha Guitry, đạo diễn Daniel Benoin, Théâtre national de Nice
- 2009: Le Nouveau Testament (Tân Ước) của Sacha Guitry, ađ5o diễn Daniel Benoin, chuyến lưu diễn ở Théâtre de la Croix-Rousse, Théâtre La Criée, Théâtre du Nord, Théâtre des Treize Vents, Théâtre Nanterre-Amandiers
- 2009: A.D.A. L'Argent des autres của Jerry Sterner, đạo diễn Daniel Benoin, Théâtre national de Nice

### Kịch bản và đạo diễn
- 1974: Céline et Julie vont en bateau của Jacques Rivette: cùng viết kịch bản và diễn xuất
- 1979: L'Amour en fuite của François Truffaut: cùng viết kịch bản và diễn xuất
- 1990: Le Bal du gouverneur: viết kịch bản và đạo diễn (chuyển thể từ chính tiểu thuyết của bà)
- 2002: Comme un avion: viết kịch bản, đạo diễn và diễn xuất

### Tác phẩm
- Le Bal du gouverneur, tiểu thuyết, nhà xuất bản Grasset năm 1984
- Je n'ai aimé que vous, nhà xuất bản Grasset năm 1986
- La Belle Imposture, tiểu thuyết, nhà xuất bản Grasset năm 1992
- Le Deuil du printemps, tiểu thuyết, nhà xuất bản Grasset năm 1997